# 张穆之
张穆之（?—?），字思静，刘宋人物，范阳郡方城县人。西晋司空张华六世孙。

## 生平
张穆之年轻时方雅有见识。开始担任员外散骑侍郎，与吏部尚书江湛、太子左率袁淑被始兴王刘濬赏识。张穆之知道刘濬最后会获罪，求为宁远将军、交阯太守，在交阯郡政绩卓异。交州刺史死，境内大乱，他威怀兼抚，交州得以安定。宋文帝将任命他为交州刺史，未拜病卒。其子张弘籍，其女张尚柔，在元嘉年间嫁给萧顺之，生萧懿、萧敷、萧衍。萧衍建立南梁，是为梁武帝，追赠外祖父为光禄大夫。

## 家庭

### 祖父
- 张贞，从西晋入东晋[1]

### 父
- 张次惠，刘宋濮阳郡太守。